# عبد الغني (اسم)
عبد الغني هو اسم عربي يطلق على الذكور، وهو مستخدم في العهد الحديث اسمًا ولقبًا. وهو مكون من جزأين «عبد» و «الغني». الغني وهي اسم من أسماء الله الحسنى المذكورة في القرآن الكريم.
الأشخاص المسمون بعبد الغني (اسم أو لقب):
- محمد عبد الغني الجمسي (1921–2003)، جندي مصري.
- محمد بن أحمد عبد الغني (1927–1996)، سياسي جزائري.
- عبد العزيز عبد الغني (1939–2011) سياسي يمني.
- مجدي عبد الغني (مواليد 1959)، لاعب كرة قدم مصري.
- عبد الغني برادر (مواليد 1968)، شريك مؤسس لطالبان.
- علاء عبد الغني (مواليد 1979)، لاعب كرة قدم مصري.
- أحمد عبد الغني (مواليد 1981)، لاعب كرة قدم مصري.
- غيث عبد الغني (مواليد 1983)، لاعب كرة قدم عراقي.
- صفوان عبد الغني محمد (مواليد 1983) لاعب كرة قدم عراقي.
- حسين عبد الغني (لاعب كرة قدم) (مواليد 1977)، لاعب كرة قدم سعودي.